# Riserva naturale Pantani dell'Inferno
La riserva naturale Pantani dell'Inferno è un'area naturale protetta istituita nel 1979.
Occupa una superficie di 40 ha all'interno del Parco Nazionale del Circeo nella provincia di Latina.